# 阿部金蔵
阿部 金蔵（あべ きんぞう、1907年（明治40年）12月14日 - 1981年（昭和56年）9月2日）は、日本の政治家。山形県天童市長を務めた（5期）。

## 来歴
山形県出身。旧制山形県立山形中学校（現・山形県立山形東高等学校）卒業。卒業後は山形県庁に入り、道路書記並土木書記、県社会事業主事補、山形県属などを経て、1951年、山形県議会議員に当選。1期務めた後、天童町議会議員に転じた。町議会議長を経て、市制施行により市議会議長となった。1962年、天童市長に当選。当選後は市建設基本計画を策定した。3期目に市総合計画を策定、4期目に市民生活環境基準を策定した。5期目途中の1981年に死去した。